# 2003 na ciência

## Nascimentos
| Data | Nome | Profissão | Nacionalidade | Observações | Ref |
| ---- | ---- | --------- | ------------- | ----------- | --- |

## Mortes
| Data         | Nome                  | Profissão  | Nacionalidade  | Observações                                                                     | Ref               |
| ------------ | --------------------- | ---------- | -------------- | ------------------------------------------------------------------------------- | ----------------- |
| 2 de agosto  | Hatten Schuyler Yoder | geólogo    | Estados Unidos | n. 1921 Medalha Arthur L. Day 1962 Medalha Wollaston 1979 Medalha Roebling 1992 | [ 1 ] [ 2 ] [ 3 ] |
| 8 de outubro | José Morgado          | matemático | Portugal       | n. 1921                                                                         |                   |

## Prémios

### Medalha Arthur L. Day
- Dennis V. Kent[1]

### Medalha de Honra IEEE
- Nick Holonyak[4]

### Nobel de Física
- Alexei Alexeevich Abrikosov[5] e Vitaly Ginzburg[5]

### Nobel de Fisiologia ou Medicina
- Paul Christian Lauterbur[6] e Peter Mansfield[6]

### Nobel de Química
- Peter Agre[7] e Roderick MacKinnon[7]

### Medalha Wollaston
- Ikuo Kushiro[2]